# Night Driver (Busted)
Night Driver è il terzo album in studio del gruppo musicale britannico Busted, pubblicato nel novembre 2016. L'album è il primo nuovo elaborato prodotto dalla band dopo tredici anni di inattività, seguendo A Present for Everyone, uscito nel 2003.

## Tracce
Edizione Standard
1. Coming Home – 3:13
2. Night Driver – 3:52
3. On What You're On – 3:09
4. New York – 4:26
5. Thinking of You – 3:15
6. Without It – 4:42
7. One of a Kind – 3:50
8. I Will Break Your Heart – 3:52
9. Kids with Computers – 3:16
10. Easy – 3:31
11. Out of Our Minds – 3:21
12. Those Days Are Gone – 3:20

Edizione Giapponese
1. Coming Home – 3:13
2. Night Driver – 3:52
3. On What You're On – 3:09
4. New York – 4:26
5. Thinking of You – 3:15
6. Without It – 4:42
7. One of a Kind – 3:50
8. I Will Break Your Heart – 3:52
9. Kids with Computers – 3:16
10. Easy – 3:31
11. Out of Our Minds – 3:21
12. Those Days Are Gone – 3:20
13. Beautiful Mess – 3:41
14. Meet You There (Live From Abbey Road) – 3:27